# أحمد مصطفى (لاعب كرة قدم مواليد 1940)
أحمد مصطفى (8 مارس 1940 بالقاهرة في مصر - 17 فبراير 2022) هو لاعب كرة قدم مصري في مركزي الدفاع والوسط، شارك في الألعاب الأولمبية الصيفية 1964 وكأس الأمم الأفريقية 1962. وشارك مع منتخب مصر لكرة القدم. أما مع النوادي، فقد لعب مع نادي الزمالك.

## وصلات خارجية
- أحمد مصطفى على موقع قاعدة بيانات كرة القدم.إي يو (الإنجليزية)
- أحمد مصطفى على موقع أوليمبيديا (الإنجليزية)